# Matelea alainii
Matelea alainii är en oleanderväxtart som beskrevs av R. E. Woodson. Matelea alainii ingår i släktet Matelea och familjen oleanderväxter. Inga underarter finns listade i Catalogue of Life.